# Elof Förberg
Anders Elof Ehrenfried Förberg, född 1 december 1851 i Norrköping, död 10 maj 1923 i Stockholm, var en svensk tandläkare.

## Biografi
Elof Förberg var son till mekanikern Gustaf Alm (död 1856) och Wilhelmina Widegren. Modern gifte 1858 om sig med tandläkaren Conrad Förberg; hennes barn fick därmed hans efternamn. Förberg blev 1871 elev hos sin styvfar, som var tandläkarutbildad i USA och hade mottagning på Riddargatan 20 i Stockholm. Han avlade tandläkarkandidatexamen 1874, tandläkarexamen 1875, blev Dentium Chirurgiae Doctor vid Philadelphia Dental College 1876 och Assistant Demonstrator of Operative Dentistry där samma år. Han var praktiserande tandläkare i Stockholm 1876–1905, hovtandläkare hos kronprinsen och kronprinsessan från 1884, adjungerad ledamot i Karolinska institutets kommitté för undervisningens ordnande vid Tandläkareinstitutet 1897 och av Karolinska institutet utsedd sakkunnig vid tillsättande av lärarplatser vid institutet 1897 och 1900.
Förberg var hederspresident vid Internationella tandläkarkongressen i Paris 1900, president i The Advisory Boards of American Association of Dental Faculties' Fundraising Committee 1900–1901, vice president i Le Conseil Exécutif de la Fédération Dentaire Internationale 1902, Sveriges ombud vid Internationella tandläkarkongressen i Madrid 1903 och hederspresident vid Internationella odontologiska kongressen i Berlin 1909. Han var vice ordförande i styrelsen för Stockholms Nya Spårvägs AB från 1906.
Förberg var intresserad av Carl von Linnés liv och gärning och var initiativtagare till Svenska Linnésällskapet. Han skrev bland annat Våra Linnéminnen (1920) och Carl von Linné (1922).
Förberg var en framstående bibliofil och samlade på sig ett imponerande bibliotek där Carl von Linnés skrifter hade en central plats. Linnésamlingen omfattade cirka 1200 volymer som efter Förbergs död förvärvades av Svenska Linné-sällskapet och placerades i Linnémuseet i Uppsala. 
Förberg är begravd på Solna kyrkogård. Hans dotter Gudrun var gift med professor Jöran Sahlgren.

## Utmärkelser
- Konung Oscar II:s och Drottning Sofias guldbröllopsminnestecken, 1907.[2]
- Konung Oscar II:s jubileumsminnestecken, 1897.[2]
- Kronprins Gustafs och Kronprinsessan Victorias silverbröllopsmedalj, 1906.[2]
- Riddare av Nordstjärneorden, 1920.[3]
- Riddare av första klassen av Vasaorden, 1894.[4]